# Bétheniville
Bétheniville – miejscowość i gmina we Francji, w regionie Grand Est, w departamencie Marna.
Według danych na rok 1990 gminę zamieszkiwały 843 osoby, a gęstość zaludnienia wynosiła 48 osób/km².